# Steen Hvass
Steen Hvass (født 3. juli 1946) er en dansk mag.art. i forhistorisk og europæisk arkæologi. Han har været direktør for Nationalmuseet og rigsantikvar samt direktør for Kulturarvsstyrelsen.

## Karriere
Hvass blev leder af Vejle Museum i 1979 og havde denne stilling til 1994. Herefter var han kontorchef i Skov- og Naturstyrelsen 1995-96. Året efter blev han direktør for Nationalmuseet og rigsantikvar 1996. Under sin ansættelse som rigsantikvar sad han bl.a. i bestyrelsen for Middelaldercentret ved Nykøbing Falster. I 2002 blev han direktør for Kulturarvsstyrelsen til 2011.
Han blev i 2005 Ridder af 1. grad af Dannebrog og bærer også Japans 'Den Hellige Skats Orden (Zui ho sho)'.[kilde mangler]